# 棒になった男
『棒になった男』（ぼうになったおとこ）は、安部公房の戯曲。「鞄」「時の崖」「棒になった男」の3つで構成されるオムニバス形式の演目である。各景はそれぞれ人間の「誕生」「過程」「死」を象徴し、第一景では人間が｢鞄｣、第二景では「ボクサー」、第三景では「棒」である。
1969年（昭和44年）、雑誌『文藝』1月号に「鞄（一幕）」が掲載され、同年、雑誌『文學界』8月号に「棒になった男」が掲載された。同年9月20日に「時の崖」を加えた単行本が新潮社より刊行された。初演は同年11月1日に安部の演出により紀伊國屋ホールで上演された。翻訳版はドナルド・キーン訳（英題：The Man who turned into a Stick）をはじめ、各国で行われている。現在まで国内外で多数上演され続けている。

## 作品成立・主題
第一景「鞄」は、ラジオドラマ『男たち』（1968年）を戯曲化したもので、第二景「時の崖」は、ラジオドラマ『チャンピオン』（1963年）を小説化した『時の崖』（1964年）を、さらに戯曲化したものである。第三景「棒になった男」は、小説『棒』（1955年）をラジオドラマ化した『棒になった男』（1957年）を、さらに戯曲化したものである。
舞台にかける配列は、書かれた順序とそっくり逆になっているが、安部公房によると、3つの景は最初から1本の作品にまとめるつもりで計画的に書いたわけではないが、意識したときには、この3つはすでに1つの作品として目の前に在り、何のためらいもなく、ごく必然的にこの組み合わせを受容していたという。
また安部は、「鞄」「ボクサー」「棒」は各景を通じて必ず同一の俳優が演じなければならないと指定し、この3つの役を演じる俳優が一見無関係に見える各景を有機的に結びつけ、隠された内部の主題をあらわにする「鎖の役目」をすると説明している。
戯曲全体のねらいについては、「お化けですよ。人間以外の化けものが日常的に存在している現代の状況をそのままの形で出す。舞台を鏡のようにして、観客の一人ひとりの実像を写し出すことをねらっています。観客とじっさいには対話はしないが、一種の対話劇です」と説明し、聞き手の金田浩一呂が、第一景では、カバンになった男より、そのカバンをあけることをこわがる女性たちへの風刺劇ともとれるという感想を述べたことに対しては、「いや、舞台にかければわかりますよ」とだけ答えている。

## 第一景・鞄

### あらすじ
新婚の女の家に、女友達が客として来ている。女は夫の所有する中古の旅行鞄を客に示し、鍵を開けて中身を確かめてほしいと頼む。物音がするその不審な鞄は、夫が言うには中に「先祖」が入っているのだという。客は、ピンで鍵穴を動かしたりするが、中から低い言葉の呟きのようなものが聞え、おもわず身を引き離す。中身が虫かミイラか得体のしれない鞄を前にし、なぜあなたが自分で開けないのか、あなたはただ開けたがってるふりをしているだけだと、客は女に言う。女は、持って帰ってどこかに捨ててきてくれと頼むが、客は断る。そんな押し問答しているうち、はずみで錠前のはずれる音がした。うろたえる女に客は、「あとは、あなたの心の錠前だけね」と言い残して帰ってゆく。しばらくし、午後6時になると、女はその鞄の鍵をかけた。そして隣の部屋に行き、出前の電話をかけ、チャーシューメンを一つ注文する。

### 登場人物
女
結婚して間もない若い妻。
客
まだ独身の女友達。猫が大きらい。
旅行鞄（男）
中型の中古の旅行鞄。株式相場や、脈絡のない意味不明の語句や、輪廻のあとについて低くつぶやく。

## 第二景・時の崖

### あらすじ
昭和38年、落ち目のランキング・ボクサーが、試合直前の心境から、試合中のダウンまでの経過を実況風に独白し続ける。

### 登場人物
ボクサー
8月生れ。ふだんは会社員。2月18日に勤め先が変わった。出社前にロードワークし、退社後にスパーリングの練習をしている。縁起担ぎで赤い靴下を新調する。
声（セコンド）
試合中、ボクサーに指示する。

## 第三景・棒になった男

### あらすじ
ある6月の日曜日、ターミナルデパートの屋上から一本の棒が落ち、歩道の縁石に座っていたフーテンのカップルのそばに転がった。フーテン男が棒でリズムをとっていると、棒を探していた地獄の男と女がやって来た。二人は棒を渡すように言ったが、フーテン男は拒否した。そしてフーテン女と棒で背中を掻き合ったりして渡すのをしぶっていたが、棒がふと死にかけた魚みたいにピクッと動いて気味悪くなり、地獄の男に千円で棒を売った。
地獄の男と女は、棒になって屋上から落ちた父親を捜しに来た子供の目から棒を隠して、地獄の本部と通信する。棒は刑なし・登録不要と確定され、棒はそのまま排水溝の穴へ放置されることになった。地獄の女が同情心を起こして、子供に返してやるべきだと言い、棒になった父親が反省の鏡になるのではと提案すると、地獄の男はそれを一笑に付し、自分で満足している者が、どうやって反省するのさと言った。その一連の会話を聞いていた棒は、「満足している人間が屋上から飛び下りたりするものか！　いったい、棒以外の何になればいいって言うんだ、この世で、確実に拾ってもらえるものと言えば、けっきょく棒だけじゃないか！」と独白する。
地獄の女は、「でも案ずることはないのです、あなたは一人ぽっちではないのです」と言い、地獄の男は、あたり（客席）をぐるりと指さし、「見たまえ、君をとりまく、この棒の森……もっと違った棒にはなりたくても、棒以外の何かになりたいなどとは、一度も思ったことのない、この罪なき人々……」と話し出す。

### 登場人物
地獄の男
地上勤務MC実習班の指導員。該当者の消滅時間と消滅地点を確認後、地獄の本部にトランシーバーで連絡して確認番号を照合し、刑の判定やその種類と処置の登録をする。
地獄の女
新任の地上勤務員。地獄の男に付いて実地研修をしている。
棒になった男
1メートル20センチくらいの棒。小学生の息子とデパートの屋上の遊園地にいるときに、棒になって落下した。
フーテン男
閉ざされた表情の若い男。
フーテン女
若い女。「断絶の時代なのよ、私たち疎外されてんの」が口ぐせ。
地獄からの声
地獄の本部の男。地上からトランシーバーで報告を受け、該当者の確認番号を照合する。次の作業予定を知らせる。

## 作品評価・解釈
中野孝次は、安部がガルシア・マルケスの『百年の孤独』を讃辞した文章の一節の、〈現代というこの特殊な時代の人間の関係を照射する強烈な光なんです〉という言葉に着目しながら、安部の他のいくつかの作品同様に『棒になった男』も、「現代における生の構造そのもの」を照射している文学だとし、地獄の男が〈われわれの仕事は、彼等の生を忠実に記録しておくことなのさ〉、〈人間の、見せかけの形に、つい迷わされてしまうんだな。しかし、棒はもともと、生きている時から棒だったってことが分ってしまえば……〉という台詞を引いて、このときの〈棒〉は、戯曲『友達』における「〈家族〉のイメージ」同様に、「われわれ自身の問題としていろんなエコーを呼び起しだす」と考察している。
ゴーシュ・ダスティダー・デバシリタは、第三景の「棒になった男」において、「他者の道具にしか過ぎない棒と似たような人間存在」を集め分析する「地獄からの使者たち」は、「人間世界の他者」、「大胆で残酷な世間」を表わすとし、それにより、「人間が生きている世界を他者の目で見つめることで世の中に混乱している様々な状況」を浮き彫りにし、「人間が社会制度のなかに取り込まれ、生存枕争、所有欲などによって人間性を失いつつあることが示されている」と解説している。
また、デバシリタは、都市に生活する個々の人間が他者と葛藤しながら生きているのは、生育環境や家庭環境、仕事や交友関係、物事の考え方や価値観や習慣にかかわらずに共通しているとし、そういった近代消費社会の中で、それぞれの道を選択しながら生きている人間存在を「現代都市における〈孤独〉〈アイデンティティーの喪失〉などのシチュエーション」で取り上げ戯曲化し、「現実社会に存在する問題」を提示するのが安部の意図だと考察し、以下のように解説している。

## おもな公演
- 初演『棒になった男』（全景）　第一回紀伊國屋演劇プロデュース公演
  - 1969年（昭和44年）11月1日 - 17日 紀伊國屋ホール
  - 演出：安部公房。演出助手：渡辺浩子。美術：安部真知。照明：秋本道男。音楽：入野義朗。音響：高野昌昭。
  - 舞台監督：西木一夫。舞台監督助手：安井武。製作：紀伊國屋書店。
  - 第一景「鞄」
    - 出演：市原悦子（女）、岩崎加根子（客）、井川比佐志（旅行鞄・男）、芥川比呂志（通り過ぎる男）、今井和子（通り過ぎる女）

  - 第二景「時の崖」
    - 出演：井川比佐志（ボクサー）、池谷義則（セコンド）、小林尚臣（セコンド）

  - 第三景「棒になった男」
    - 出演：芥川比呂志（地獄の男・指導員）、今井和子（地獄の女・新任の地上勤務員）、井川比佐志（棒になった男）、寺田農（フーテン男）、吉田日出子（フーテン女）、芥川比呂志（地獄からの声）

  - ※ 昭和44年度芸術祭参加作品。安部真知が紀伊國屋演劇賞を、芥川比呂志が芸術祭大賞（文部大臣賞）を受賞した。
- 『鞄』（第一景）　安部公房スタジオ・紀伊國屋書店提携公演
  - 1973年（昭和48年）11月19日 - 23日 紀伊國屋ホール
  - 演出：安部公房。演出助手：渡辺浩子。武術：安部真知。照明：河野竜夫。音楽：薗広昭。衣裳製作：河盛成夫。舞台監督：早乙女初穂。
  - 出演：山口果林、条文子、大西加代子（女と客を交互出演）、岩浅豊明（旅行鞄・男）
  - ※ 『ダム・ウェイター』『贋魚』と共に上演。
- 『棒になった男』（第三景）　第四回安部公房スタジオ内公演
  - 1976年（昭和51年）5月17日 - 6月5日 渋谷・安部公房スタジオ
  - ※ 第三景のみの上演。併せて映画『時の崖』が上映された。

## 関連小説
- 短編小説『棒』　
  - 1955年（昭和30年）、雑誌『文藝』7月号に掲載。1956年（昭和31年）12月10日に山内書店より刊行の『R62号の発明』（現代作家シリーズ）に収録。のち1964年（昭和39年）12月10日に桃源社より刊行の『水中都市』にも収録。
  - ※ のちにラジオドラマ化され、さらに第三景「棒になった男」となる。
- 短編小説『時の崖』　
  - 1964年（昭和39年）、雑誌『文學界』3月号に掲載。同年11月25日に新潮社より刊行の『無関係な死』に収録。
  - 1971年（昭和46年）1月に限定版『時の崖』がプレス・ビブリオマーヌより刊行。
  - ※ ラジオドラマ『チャンピオン』から小説化されたもの。のちに第二景「時の崖」となる。
  - ※ この小説『時の崖』について安部は、一般的によく言われる〈最後には、かならず勝利がおとずれるものと信じているからこそ、人は敗北をも恐れずに闘えるのだ〉という言葉を挙げながら、「しかし、結末はつねに敗北しかないと知りながら、その敗北への道程にしかすぎない、束の間の勝利をめざして闘いつづける人生もありうるのだ」と提起しつつ[6]、むしろ後者の方が、「生の本質」なのかもしれないとし、「チャンピオン・ベルトの裏には、つねに死の紋章が刻まれている」と述べている[6]。

## ラジオドラマ
- 現代劇場『棒になった男』（文化放送） 
  - 1957年（昭和32年）11月29日 20:00 - 20:30
  - 演出：大坪都築。音楽：佐藤勝。
  - 出演：宇野重吉（朗読）、福川寛（少年）、織田政雄（靴磨きA・老人）、井上和行（靴磨きB・若者）、北林谷栄（靴磨きC・女）、芥川比呂志（変な男・実は地獄の男）、小池朝雄（助手・実は地獄の男）、丹阿弥谷津子（通行人）、小栗一也（傷痍軍人A）、佐野浅夫（傷痍軍人B）、小瀬格（地獄の声）、大森義夫（男）、牛込安子（女）、信欣三（棒）
  - 台本は1958年（昭和33年）、雑誌「新日本文学」1月号に掲載。1970年（昭和45年）6月5日に大光社より刊行の『現代文学の実験室1 安部公房集』に収録。
  - 第12回芸術祭参加作品。1957年度芸術祭奨励賞受賞。
  - ※ 短編小説『棒』からラジオドラマ化されたもの。のちに第三景「棒になった男」となる。
- 現代劇場『チャンピオン』（RKB毎日）　
  - 1963年（昭和38年）2月28日 木曜日 19:00 - 19:30
  - 構成：安部公房、武満徹。演出：武敬子。音楽：武満徹。取材協力：田辺ボクシングジム、後楽園ホール。
  - 出演：中谷一郎、井川比佐志、ほか
  - 台本は1965年（昭和40年）、現代芸術協会雑誌「テレビドラマ」5月号に掲載。
  - サブタイトルは「ドキュメンタリー・ポエム」。安部の書斎に残された台本の表紙には、手書きで「音響による建築学的試み―」とサブタイトルが書かれている。
  - 民放祭奨励賞受賞。
  - ※ のちに小説化され、さらに第二景「時の崖」となる。
- 『時の崖』（NHKラジオ第一）　
  - 1966年（昭和41年）10月1日 土曜日 11:05 - 11:25
  - 構成：安部公房、武満徹。演出：武敬子。音楽：武満徹。取材協力：田辺ボクシングジム、後楽園ホール。
  - 出演：露口茂、ほか
  - ※ ラジオドラマ『チャンピオン』を改題したもの。
- FM芸術劇場『男たち』（NHK-FM）　
  - 1968年11月16日 土曜日 22:15 - 23:00
  - 脚本：安部公房。演出：沖野暸。制作：浜村道哉、平野愛子。
  - 出演：市原悦子(女)、奈良岡朋子（客）、小沢昭一（私）
  - ※ のちに第一景「鞄」となる。

## 映画
- 『時の崖』（自主制作映画）　
  - 1971年（昭和46年）7月2日試写上映。モノクロ（一部カラー）16ミリ映画。26分。制作費約250万円（俳優へのギャラを除き）。
  - 監督：安部公房。脚本：安部公房。製作：新田敞。撮影：渡辺公夫。音楽：大倉義夫。照明：原正。編集：仲達美 。助監督：寺尾正樹
  - 出演：井川比佐志（ボクサー）、条文子（女）
  - 1976年（昭和51年）5月に再演された舞台『棒になった男』の際にも併せて上映。
  - 台本は1980年（昭和55年）4月1日、「CROSS OVER」8号に掲載。
  - ※ 第二景「時の崖」を映画化したもの。
  - ※ 安部は、映画『時の崖』については、「小説家の創った映画」として見てはほしくないとし、この映画は、「ぼくの内部の小説家」に対する、「もう一人のぼくの挑戦」のつもりだと述べている[7]。そして、「反芸術家（非芸術ではない）の理念―現代芸術の基本条件―」は、作家の内部での「諸ジャンルの葛藤」と無関係ではないはずだとし[7]、ボクサーを演じた井川比佐志に対しては、「ぼくの想像の産物を完璧に実体化してくれた」と評して、井川の才能と協力が、安部自身の願望を実行に踏み切らせてくれたと感謝しながら、「わずか三十分の十六ミリ映画にすぎないが、充実した一つの世界を創り得たと自負している」と語っている[7]。

## おもな刊行本
- 『棒になった男』（新潮社、1969年9月20日）
  - 装幀：安部真知。
  - 収録作品：鞄、時の崖、棒になった男、後記
- 『水中都市』（桃源社、1964年12月10日）
  - 装幀：安部真知。
  - 収録作品：水中都市、棒、なわ、鉛の卵、盲腸、透視図法、闖入者、イソップの裁判、バベルの塔の狸
- 限定版『時の崖』（プレス・ビブリオマーヌ、1971年1月） 
  - 限定435部。署名入。近江産草木染雁皮紙。夫婦三方帙入り。名刺付。覚え書：安部公房。
- 文庫版『無関係な死・時の崖』（新潮文庫、1974年5月25日） 
  - カバー装画：安部真知。付録・解説：清水徹。
  - 収録作品：夢の兵士、誘惑者、家、使者、透視図法、賭、なわ、無関係な死、人魚伝、時の崖
- 文庫版『友達・棒になった男』（新潮文庫、1987年8月25日）
  - カバー装画：ジョージ・シーガル「THE BILLBOARD」（1966年）。付録・解説 中野孝次。
  - 収録作品：友達、棒になった男、榎本武揚
- 英文版『The Man who turned into a Stick』（訳：ドナルド・キーン）（University of TokyoPress、1975年）

### 掲載教科書
高等学校の国語総合（現代文）の教科書のうち、筑摩書房『精選国語総合　現代文編　改訂版』に「棒になった男」が「棒」の題名で掲載されている。